# Réko
Ne doit pas être confondu avec Roko (Burkina Faso) ou Réka (Burkina Faso).
Réko est une localité située dans le département de Oula de la province du Yatenga dans la région Nord au Burkina Faso.

## Géographie
Réko se trouve à 2 km à l'est de Oula, le chef-lieu du département, et à environ 13 km au sud-est du centre de Ouahigouya. Le village est à 2 km au sud-ouest de la route nationale 15.

## Santé et éducation
Le centre de soins le plus proche de Réko est le centre de santé et de promotion sociale (CSPS) de Oula tandis que le centre hospitalier régional (CHR) se trouve à Ouahigouya.